# Sani-Cola
Sani-Cola är en dryck som förekommer i äventyren om Tintin av tecknaren Hergé. Namnet är en ordvits som syftar på det franska namnet på Tomten, St. Nicolaus.
Drycken innehåller klorofyll. Sani-Cola ska dock inte hällas ut på växter då denna får en växt att vissna mycket fort. Enligt tillverkaren ska denna dryck med klorofyll vara nyttig men detta är tveksamt.